# Праздники Республики Корея
Праздники Республики Корея могут принадлежать к одной из трёх категорий:
- Государственные праздники (кор. 국경일, 國慶日)
- Дни подъёма государственного флага (кор. 국기게양일, 國旗揭揚日)
- Государственные выходные (кор. 공휴일, 公休日)

Эти категории имеют различный правовой статус. Все государственные праздники также являются днями подъёма государственного флага.
| Дата               | Название                                           | Название на корейском | Примечание | Гос.праздник | Флаг           | Выходной   |
| ------------------ | -------------------------------------------------- | --------------------- | --- | ------------ | -------------- | ---------- |
| 1 января           | Новый год                                          | 신정                  | | нет          | нет            | да         |
| 1-й день 1-й луны  | Корейский Новый год                                | 설날                  | | нет          | нет            | да (3 дня) |
| 1 марта            | День провозглашения Декларации независимости Кореи | 3·1절                 | Установлен в память о 1 марта 1919 года, когда 33 патриота зачитали Декларацию независимости                                              | да           | да             | да         |
| 5 мая              | День детей                                         | 어린이날              | Официально отмечается с 1961 года. Инициативу отмечать этот день выдвинул в 1922 году детский писатель Пан Джон Хван (방정환).            | нет          | нет            | да         |
| 8-й день 4-й луны  | День рождения Будды                                | 부처님 오신 날        | | нет          | нет            | да         |
| 6 июня             | День памяти                                        | 현충일                | Установлен в память о тех, кто погиб в борьбе за независимость или на военной службе.                                                     | нет          | да (приспущен) | да         |
| 17 июля            | День Конституции                                   | 제헌절                | Установлен в честь принятия Конституции Республики Корея 17 июля 1948 года.                                                               | да           | да             | нет        |
| 15 августа         | День освобождения (Корея)                          | 광복절                | Установлен в честь капитуляции Японии в 1945 году. В этот же день в 1948 году было провозглашено создание Республики Корея (Южной Кореи). | да           | да             | да         |
| 15-й день 8-й луны | Чхусок                                             | 추석                  | День урожая и поминовения предков. | нет          | нет            | да (3 дня) |
| 1 октября          | День вооружённых сил                               | 국군의 날             | Установлен в память о том, что 1 октября 1950 года во время Корейской войны вооружённые силы Республики Корея пересекли 38-ю параллель.   | нет          | да             | нет        |
| 3 октября          | День основания страны                              | 개천절                | Считается, что в этот день в 2333 года до н. э. Тангун основал государство Кочосон.                                                       | да           | да             | да         |
| 9 октября          | День хангыля                                       | 한글날                | Установлен в память о том, что 9 октября 1446 года указом вана Седжона был введён в действие национальный корейский алфавит хангыль.      | да           | да             | да         |
| 25 декабря         | Рождество Христово                                 | 크리스마스            | | нет          | нет            | да         |